# Schilkampen
Schilkampen (Fries: Skilkampen) is een straat, buurtje en voormalige buurtschap in de stad Leeuwarden, in de Nederlandse provincie Friesland. De straat ligt in het oosten van de stad, in de wijk Schieringen en De Centrale op een stuk land tussen de Tijnje en het Kurkemeer. De straat loopt dood, de bebouwing van de kleine buurt staat in een rijtje.
Schilkampen was oorspronkelijk een buurtschap. In 1562 werd de plaats geschreven als Schilcampen en in 1664 als Schilkamp. De naam verwijst naar de schelp(en) voor kalkovens.